# Abasza
Abasza – miasto w Gruzji, w regionie Megrelia-Górna Swanetia. W 2014 roku liczyło 4941 mieszkańców. Centrum administracyjne gminy Abasza. Znajduje się między rzekami Abasza i Noghela, na wysokości 23 m n.p.m. i znajduje się około 283 km (176 mi) na zachód od Tbilisi. Osada Abasza uzyskała status miasta w 1964 roku. W Abaszy znajduje się również siedziba gruzińskiej prawosławnej eparchii Czkondidi.

## Nazwa
Słowo „Abasza” pochodzi z języka arabskiego. Według legendy Arabowie chcieli przeprawić się przez rzekę, ale była wezbrana i krzyczeli do siebie „Aba-sza”, czyli „odwrót”. Według wspomnień Dżuanszera, 23-tysięczny piechur abisyński pochodzenia etiopskiego w armii Marwana II w VIII wieku utonął w jednej rzece, a druga rzeka pochłonęła 35 000 koni. Z tego powodu jedna rzeka została nazwana Abasza, a druga Cchenisckali.

## Ludzie z Abaszy
- Konstantine Gamsachurdia (1893–1975), gruziński pisarz
- Akaki Chosztaria (1873–1932), gruziński przedsiębiorca, ekonomista i filantrop
- Radisz Tordia (ur. 1936), gruziński malarz
- Giorgi Kwilitaia (ur. 1993), gruziński zawodowy piłkarz, obecnie aktywny w KAA  Gent
- Rewaz Nadareiszwili Urodzony: 21 czerwca 1991, Abasza, Gruzja.  gruziński zapaśnik grecko-rzymski. Zdobył brązowy medal na mistrzostwach świata w zapasach w 2017 roku.  Brał udział w męskiej konkurencji grecko-rzymskiej do 98 kg na Letnich Igrzyskach Olimpijskich 2016, w której został wyeliminowany w 1/8 finału przez Elisa Guri.